# Club Deportivo Macará
O Club Deportivo Macará, simplesmente conhecido como
Macará,  é um time de futebol equatoriano, sediado na cidade de Ambato. Utiliza o Estádio Bella Vista, com capacidade para 16.467 pessoas. Em 2017 a equipe conquistou uma vaga pela primeira vez em sua história para a Copa Libertadores da América de 2018.

## Títulos
| NACIONAIS | NACIONAIS                        | NACIONAIS | NACIONAIS                 |
|           | Competição                       | Títulos   | Temporadas                |
| --------- | -------------------------------- | --------- | ------------------------- |
|           | Campeonato Equatoriano - Série B | 4         | 1971, 1998, 2005-C e 2016 |
|           | Campeonato Equatoriano - Série C | 4         | 1975 , 1979 , 1985 e 1996 |